# 대리항 (부안군)
대리항은 전북특별자치도 부안군 위도면 대리에 있는 어항이다. 2008년 12월 16일 어촌정주어항으로 지정되었다. 시설관리자는 부안군수이다.

## 연혁
- 대리항이 있는 위도는 1963년 전남 영광군 위도면에서 부안군 위도면으로 편입되었다. 대리항은 전막마을과 대리마을 2개의 마을로 구성되어 있으며, 북 동측으로 치도항과 서쪽으로 거륜항이 위치하고 있다.
- 1972년 4월 12일 소규모어항으로 지정되었다가 2008년 12월 16일 어촌정주어항으로 지정되었다.

## 어항 구역
- 수역: 기존 대리방파제에서 좌우로 20m 평행 이격한 선내의 공유수면과 석금 방파제 및 신규 방파제에서 각각 20m 평행 이격한 선내의 공유수면(7,600m2)[1]

## 어항 시설
- 방파제 465m, 호안 507m, 선양장 121m

## 주요 어종
- 삼치, 조기